# Memòries d'un home en pijama
Memòries d'un home en pijama (títol original: Memorias de un hombre en pijama) és una pel·lícula espanyola que barreja animació i imatge real dirigida per Carlos Fernández de Vigo. És una comèdia romàntica protagonitzada per Raúl Arévalo i María Castro amb música de Love of Lesbian. És una producció de Dream Team Concept, Ézaro Films i Hampa Studio, amb la participació de TV3, TVE, Movistar+ i À Punt. Es va estrenar el 4 de gener del 2019, doblada al català. Guanyà el Gaudí a la millor pel·lícula d'animació.

## Argument
En Paco, un solter d'uns quaranta anys, aconsegueix el que sempre havia volgut: treballar en pijama des de casa. Però quan ja creia haver trobat el súmmum de la felicitat, apareix a la seva vida la Jilguero, de qui s'enamora bojament.